# Békési Gyula (költő)
Békési Gyula (Újfehértó, 1924. november 10. – Budapest, 2003. február 15.) József Attila-díjas (1992) magyar költő.

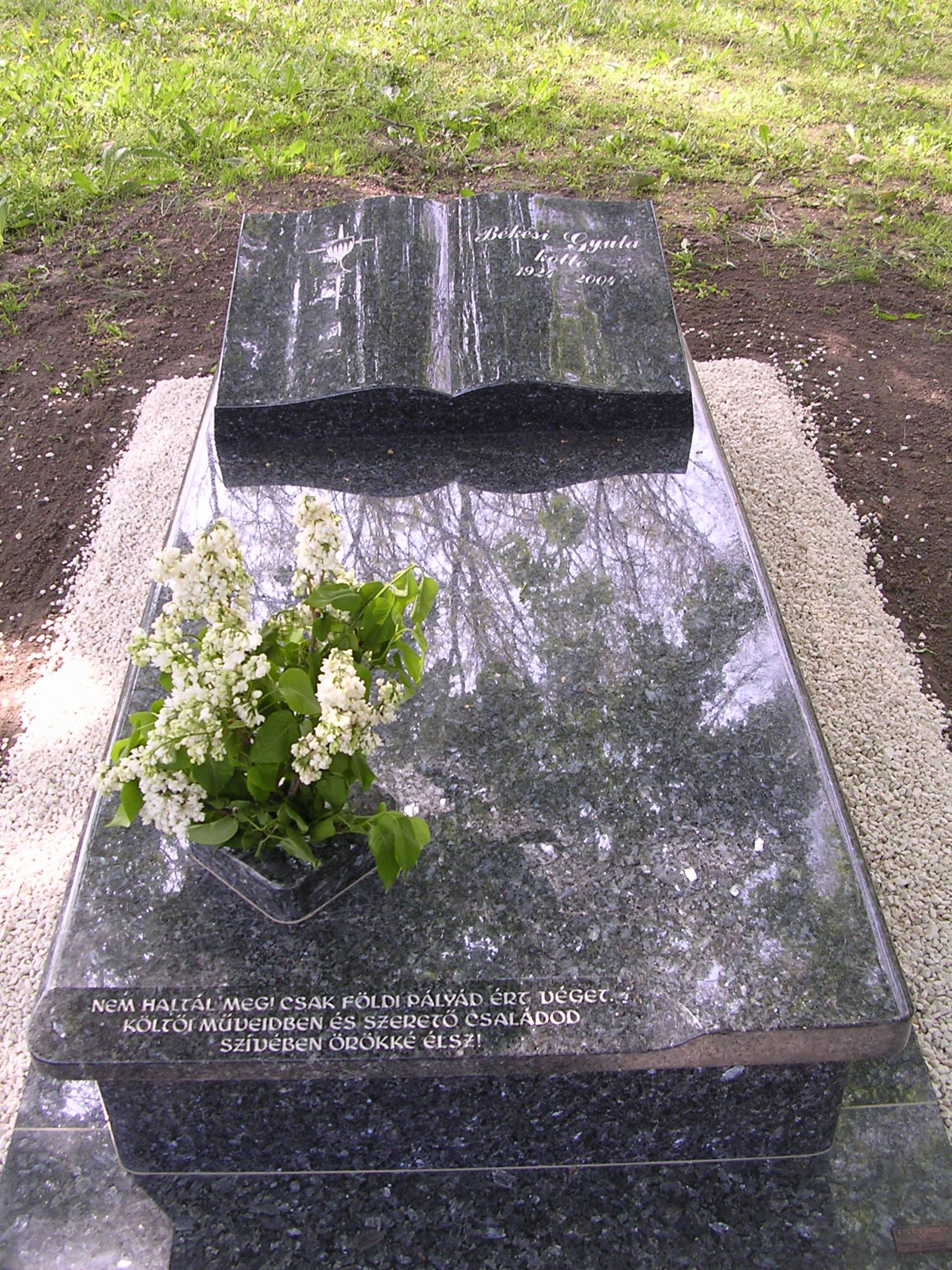
Sírja a Fiumei úti sírkertben (42/1-1-34)

## Élete
Békési György és Marján Julianna gyermekeként született. Szülei napszámosok voltak, majd néhány hold föld megszerzése után kisparasztként dolgoztak. Nyolc gyermekük született.
1957-1961 között a Szabadegyetem diákja volt. Eredeti szakmája villanyszerelő volt.
Békési Gyula 17 évesen kezdett verseket írni, költészetére József Attila gyakorolta a legnagyobb hatást. Pályafutásáról így emlékezett meg: „Mondanom sem kell, hogy szemléletemet, életutamat eleve meghatározta a szegényparaszti sors... Még gyermekfővel a villany- és rádiószakmát tanultam ki. A második világháború idején leventeszökevényként bujkáltam. Többször elfogtak, letartóztattak. A felszabadulás után az ország villamosításában vettem részt. Később körzetszerelőként ügyködtem. Majd Budapest lett a végleges állomáshelyem. Válságos éveimben csak egyetlen író – Fodor András – erkölcsi támogatása erősített.”
2003. február 15-én hunyt el, a Kerepesi temetőben nyugszik.

## Magánélete
1954-ben feleségül vette Boda Margitot. Egy fiuk született; Gyula (1955).

## Művei
- Hazatalálni (1963)
- Melegség fénye (1969)
- Ember a hídon (1972)
- Tüske és virág (1980)
- Estébe kékülő (1984)
- Tetőtlen ég (1990)
- Égi tárnák felé (2002)

## Kitüntetések
- A Szépirodalmi Kiadó Nívódíja (1981)
- Munka Érdemrend ezüst fokozata (1984)

## Külső hivatkozások
- A Magyar irodalom évkönyve alkotói adattára
- A magyar irodalom története 1945–1975
- Index.hu